# Jean-André Sers
Pour les articles homonymes, voir Sers.
Jean-André Sers, baron Sers en 1825, né le 3 novembre 1786 à Bordeaux et mort le 10 mars 1862 à Paris, est un administrateur français. Il fut successivement préfet, puis membre de la Chambre des pairs en 1845, et a laissé des mémoires détaillés sur sa carrière préfectorale.

## Famille
Il était le fils de Jean-Pierre Sers (1746-1806), armateur à Bordeaux, député de la Gironde à l'Assemblée législative lié aux Girondins et de Suzanne Barthez (1753-1831). Son frère Louis Sers (1791-1865) a été préfet des Landes, de la Haute-Loire et du Bas-Rhin. Il s'est marié avec Valérie Reibell (1798-1871) qui lui a donné trois filles et trois fils. Deux de ses fils seront également préfets : Joseph Jean Charles Louis Sers (1820-1884) (préfet de l'Eure en 1876-1877) et Charles-Joseph Sers (1828-1879), préfet des Landes en 1871.

## Carrière
À dix-huit ans, il entre dans l'administration à la fin de l'An IX (1801) sous la protection de Jeanbon Saint-André, alors préfet du Mont-Tonnerre à Mayence et commissaire général des quatre départements de la Rive gauche du Rhin annexés en 1801 à l'Empire français. Il y débute comme secrétaire de Saint-André, puis il devient chef de la division de la conscription et des finances.
Il reste à Mayence jusqu'en 1809. La mort de son père le fait retourner à Paris, où il devient auditeur au Conseil d'État. Il doit y faire un rapport sur le budget de la Hollande qui vient d'être annexé à la France. Il ne s'en sort que grâce à l'aide du rapporteur en titre, M. Gogel, d'origine hollandaise. Grâce à ce petit succès, on le trouve digne d'une poste plus importante. 
En janvier 1811, tout juste 24 ans, il est nommé sous-préfet de Spire  (département du Mont-Tonnerre). C'est dans cette ville que l'impératrice Joséphine passe quelques mois, et qu'il doit accueillir en 1813 les troupes impériales en déroute du front de l'est et à subir l'invasion venant du côté de Mannheim. Il doit quitter Spire et retourne à Paris.  
En août 1814 il est nommé sous-préfet de Wissembourg, département du Bas-Rhin. Il doit encore se réfugier de l'Allemagne. 
Pendant les Cent-Jours, en juin 1815, il obtient un instant le poste de sous-préfet de Lille, département du Nord. Malgré son acceptation d'un poste pendant les cent-jours, on lui donne à la Seconde restauration le poste de sous-préfet à Nancy (Meurthe-et-Moselle), ville sous occupation prussienne. Le gouvernement supprime en décembre 1815 les postes de sous-préfet dans les villes préfectorales à partir du 1er février 1816. Le 15 février, il est renommé sous-préfet à Wissembourg (Bas-Rhin).    
Jean-André Sers devient préfet du Haut-Rhin à Colmar le 19 janvier 1819. Le 19 juillet 1820, destitué comme étant trop libéral, il est nommé préfet du Cantal, où il reste 8 ans. Les routes y sont mauvaises ou manquantes, il y remédie ce qu'il peut. En 1828, à l'invitation des députés du Puy-de-Dôme, il accepte le poste de préfet du Puy-de-Dôme à Clermont, où il démissionne à la révolution de juillet 1830. Il est alors nommé le 10 août 1830 préfet de la Moselle à Metz, où il est loué par l'administration, mais pas aimé par la population.  
Le 20 octobre 1838 il devient préfet de la Gironde à Bordeaux, puis pair de France en 1845.

## Œuvres
- Souvenirs d'un préfet de la Monarchie. Mémoires du baron Sers (1852), publiés par le Baron Henri Sers et Raymond Guyot, Paris, A. Fontemoing, 1906, in-8°, XVI-339 p.,

### Sources
- Revue d'histoire moderne et contemporaine 1906-1907, n°7, volume VIII, compte-rendu de lecture.
- Souvenirs d'un préfet de la Monarchie. Mémoires du baron Sers. op.cit.en ligne
- Henry Contamine, Metz et la Moselle de 1814 à 1870 : étude de la vie et de l'administration d'un département au 19e siècle thèse,  Université de Paris, 1932